# Diomede (Tochter des Phorbas)
Diomede (altgriechisch Διομήδη Diomḗdē), Tochter des Phorbas, ist eine Gestalt der griechischen Mythologie.
Sie war eine Enkelin des Lapithes (somit anscheinend Nichte der gleichnamigen Lapithes-Tochter) und stammte aus Lesbos; vereinzelt wurde sie auch als Karerin bezeichnet. Diomede war eine Geliebte des Achilleus. Nach der Eroberung von Troja fiel sie den siegreichen Griechen als Gefangene in die Hände.
In manchen Quellen wurde sie auch Diomedeia genannt.